# Curnier
Curnier är en kommun i departementet Drôme i regionen Auvergne-Rhône-Alpes i sydöstra Frankrike. Kommunen ligger i kantonen Nyons som tillhör arrondissementet Nyons. År 2022 hade Curnier 211 invånare.

## Befolkningsutveckling
Antalet invånare i kommunen Curnier
Referens:INSEE